# 1765 en science-fiction
| Années de la science-fiction : 1762 - 1763 - 1764 - 1765 - 1766 - 1767 - 1768    |
| Décennies de la science-fiction : 1730 - 1740 - 1750 - 1760 - 1770 - 1780 - 1790 |

L'année 1765 a connu, en matière de science-fiction, les faits suivants :

## Parutions littéraires
- Voyage de Milord Céton dans les sept planètes par Marie-Anne Robert[1],[2].